# Higham Ferrers
Higham Ferrers – miasto w Anglii, w hrabstwie Northamptonshire, w dystrykcie (unitary authority) North Northamptonshire. Leży 23 km na wschód od miasta Northampton i 94 km na północ od Londynu. Miasto liczy 9204 mieszkańców.